# Shiina Rinzō
Shiina Rinzō (japanisch 椎名 麟三; * 1. Oktober 1911 im Sōsamuranouchishosha, Landkreis Shikama (heute: Shosha-Higashisaka, Himeji), Präfektur Hyōgo; † 28. März 1973 in Setagaya-ku in der Präfektur Tōkyō) war ein japanischer Romanschriftsteller, der vom Existentialismus beeinflusst wurde. Sein wirklicher Name war Ōtsubo Noboru (大坪 昇).

## Leben
Shiina Rinzō wurde im Dorf Sōsamuranouchishosha (heute Higashisaka in Himeji) im Landkreis Shikama als ältester Sohn des Polizisten Ōtsubo Kumaji und dessen Frau Misuno geboren. Infolge der Umstände verarmte der Haushalt, woraufhin Shiina Rinzō im Alter von 14 Jahren von zuhause ausriss.

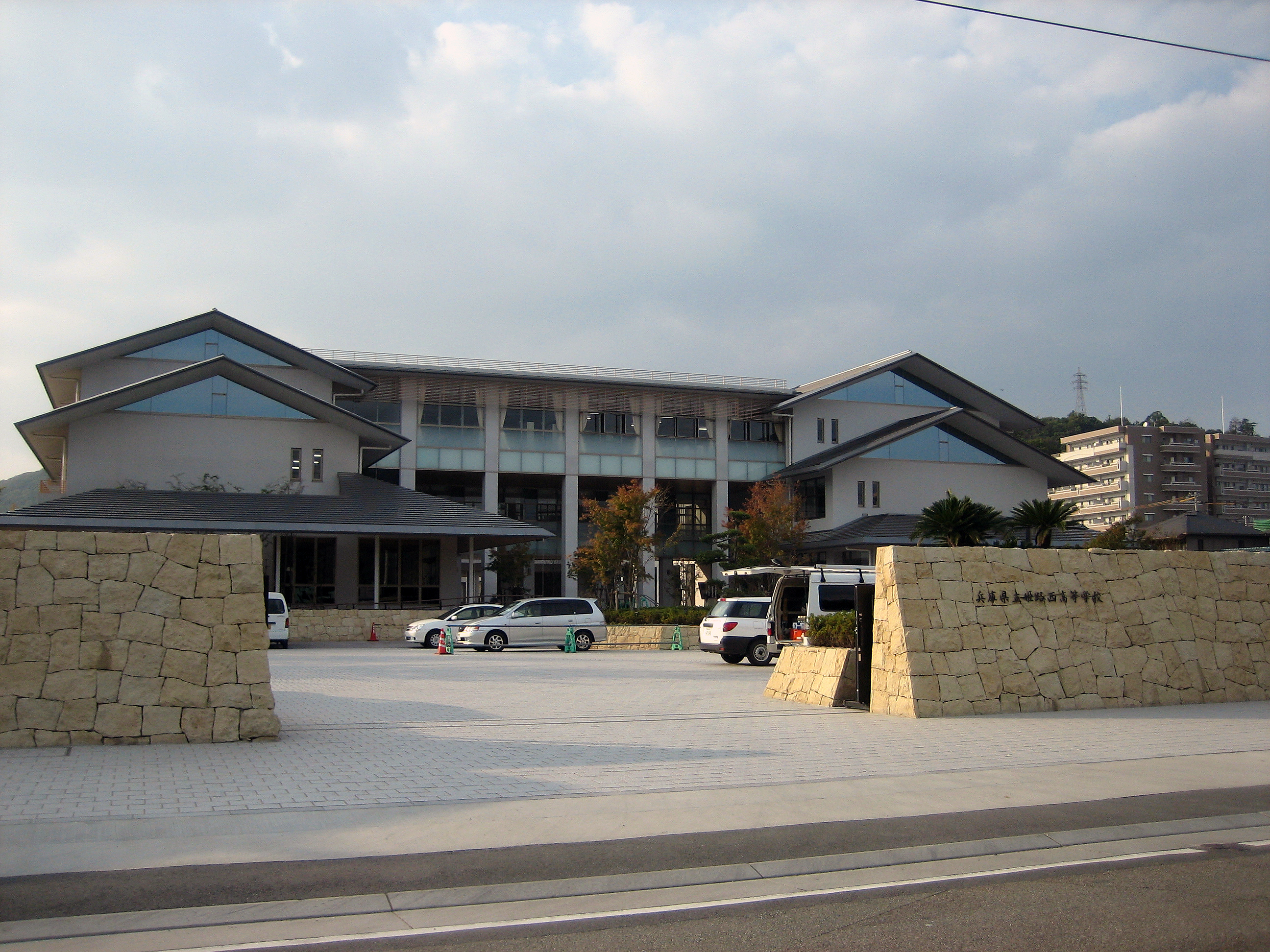
Die westliche Oberschule in Himeji heute

Shiina brach sein Studium an der Mittelschule Himeji (heute die Westliche Oberschule in Himeji) vorzeitig ab. Er arbeitete in Obstläden, als Essenausträger, auszubildender Koch und in ähnlichen Stellungen, wobei er oft die Arbeit wechselte. Während er als Schaffner in der Elektrizitätsgesellschaft Ujigawa Denki (heute San’yō Denki Tetsudō) arbeitete, trat er in die Kommunistische Partei Japans ein. 1931 wurde Shiina von der Tokubetsu Kōtō Keisatsu verhaftet und 1933 zu drei Jahren Haft verurteilt. Im Gefängnis nahm er sich Nietzsches Ecce homo zum Anlass, sein Gedankengut zu ändern. Shiina beschloss, sich der Literatur zuzuwenden.
1947 wurde sein erster Roman Das Mitternachtsbankett (深夜の酒宴, Shin’ya no shuen) publiziert. Die Hauptfigur, ein verarmter Ex-Kommunist und Bettler auf der Straße, versucht zu überleben, wobei er angesichts der Bedeutungslosigkeit des Lebens und der Gewissheit des Todes jegliche Ideologie ablehnt. Shiina war sehr produktiv, verfasste Romane, Dramen, Übersetzungen, Essays zur Literatur und zum christlichen Existenzialismus. Nachdem er die Werke Dostojewskis gelesen hatte, interessierte sich Shiina für Jesus Christus. Er wurde 1950 als Christ vom Philosophen Akaiwa Sakae (1903–66) getauft. Infolgedessen wirkte Shiina als christlicher Schriftsteller. Er starb am 28. März 1973 im Alter von 61 Jahren.

## Werke
- 1947: Das Mitternachtsbankett (深夜の酒宴, Shin’ya no shuen)
- 1948: Die ewige Einleitung (永遠なる序章, Eien naru joshō)[2]
- 1951: Der rote Einzelgänger (赤い孤独者, Akai kodokusha)
- 1953/54: Auf der anderen Seite der Freiheit (自由の彼方で, Jiyū no kanata de)[4]
- 1955: Die hübsche Frau (美しい女, Utsukushii onna)[2]
- 1955: Zeugnisse der Liebe (愛の証言, Ai no shōgen)[4]
- 1969: Anklage eines Zuchthäuslers (懲役人の告発, Chōekinin no kokuhatsu)

## Verfilmungen
- 1953 Entotsu no mieru basho (煙突の見える場所, Where Chimneys are Seen) nach Rinzōs Werk Mujakina hitobito[5]